# Corbie kanton
Corbie kanton egy kanton Franciaországban, Somme megyében. Lakosainak száma 23 966 fő (2022. január 1.).

## Települések
Corbie kantonhoz az alábbi települések tartoznak:
- Aubigny
- Baizieux
- Bonnay
- Bresle
- Bussy-lès-Daours
- Corbie
- Daours
- Fouilloy
- Franvillers
- Le Hamel
- Hamelet
- Heilly
- Hénencourt
- Lahoussoye
- Lamotte-Brebière
- Lamotte-Warfusée
- Marcelcave
- Ribemont-sur-Ancre
- Vaire-sous-Corbie
- Vaux-sur-Somme
- Vecquemont
- Villers-Bretonneux
- Warloy-Baillon

## Népesség
| Lakosok száma | 24 309 | 24 403 | 24 369 | 24 319 | 24 251 | 24 113 | 23 966 |
|               | 2015   | 2017   | 2018   | 2019   | 2020   | 2021   | 2022   |